# Cattasoma
Cattasoma (лат.) — род серых мясных мух из подсемейства Paramacronychiinae (Sarcophagidae).

## Описание
Щупики булавовидные, практически голые дорсально (максимум с 2—3 волосками). Крыловая ячейка r4+5 открытая; антенны черноватые или красноватые; первый членик жгутик заметно длиннее педицеля; самка с простыми терминалиями (не сильно выступающими). Нотоплеврон с обычными 2 сильными первичными щетинками; нижние посткраниальные волоски полностью чёрные (отражение света может создать ложное впечатление коричневатого или бледного цвета). Неарктика.
- C. festinans Reinhard, 1947[1]
- C. mcalpinei Lopes, 1988[4]
- C. mediocre Reinhard, 1947[1]